# Bien joué mesdames
Bien joué mesdames (Hoppla, jetzt kommt Eddie) est un film allemand tourné en 1958 par Werner Klingler et sorti en France en 1959

## Synopsis
Eddie Petersen, un joyeux marin américain, est chargé de veiller sur Carmen et Stella, deux jeunes filles riches qui voyagent en compagnie De Maria Mattoni et de Juanita, fille d'un chimiste qui a mis au point un carburant révolutionnaire. A peine notre homme a-t-il posé le pied sur les quais du port de Hambourg qu'il est enlevé...

## Fiche technique
- Genre : comédie d'aventures
- Titre original : Hoppla, jetzt kommt Eddie
- Réalisation : Werner Klingler
- Scénario : Curt J. Braun, d'après une idée de Hans Fritz Köllner
- Directeur de la photographie : Erich Claunigk
- Photographe de plateau : Richard Wesel
- Musique : Hansom Milde Meissner, Michael Jary
- Décors : Hans Kuhnert, Wilhelm Vorwerg
- Montage : Klaus M. Eckstein
- Son : Eduard Kessel
- Producteur : Kurt Ulrich
- Production : Berolina Filmproduktion Kurt Ulrich GmbH (Berlin)
- Distribution : Gloria Filmverleih (RFA), Les Films Fernand Rivers S.A. (France)
- Format : 35 mm (positif et négatif) / Noir et blanc / 1 x 1,37
- Son : monographique
- Dates de sortie :
  - Allemagne de l'Ouest : 11 juin 1958
  - France : 3 mars 1959

## Distribution
- Eddie Constantine : Eddie Petersen, un marin chargé de protéger deux sœurs richissimes
- Günther Lüders : Fred Uhlmann, le propriétaire du yacht
- Maria Sebalt : Maria Mattoni, la compagne de voyage des deux sœurs
- Margit Saad : Juanita Perez, la fille de l'inventeur d'un nouveau carburant
- Peter Mosbacher : Manuel Fanton
- Bum Krüger : le consul Almeida
- Liliane Brousse : la première sœur Gonzales
- Silvia Solar : la deuxième sœur Gonzales
- Carola Rasch : la première fausse sœur Gonzales
- Ginette Pigeon : la deuxième fausse sœur Gonzales
- Walter Janssen : le professeur Jensen